# Legende (Sinding)
Legende voor viool en orkest is een compositie van Christian Sinding. Het schreef het in de tijd dat hij succes had met zijn Eerste vioolconcert. Sinding zag het als een eventueel aanvullende werkje op zijn concert, maar tevens als een werk dat losstaand kon worden uitgevoerd, zonder dat het als concert aangeduid werd.
Sinding voegde in vergelijking met het vioolconcert alleen een harp toe:
- soloviool
- 2 dwarsfluiten, 2 hobo’s, 2 klarinetten, 2 fagotten
- 4 hoorns, 2 trompetten
- pauken, 1 harp
- violen, altviolen, celli, contrabassen

Discografie
- Uitgave CPO Recordings: Andrej Bielow met het Sinfonieorchester des Norddeutschen Rundfunks o.l.v. Frank Beerman
- Uitgave Naxos: Dong-Suk Kang met het Slowaaks Radiosymfonieorkest o.l.v. Adrian Leaper